# Maurizio Gucci
Maurizio Gucci (født 26. september 1948 – død 27. marts 1995) var en italiensk forretningsmand og direktør for designerbrandet Gucci. Han var søn af skuespilleren Rodolfo Gucci og barnebarn af virksomhedens grundlægger Guccio Gucci. I 1972 flyttede Gucci til New York City for at arbejde for Gucci sammen med sin onkel Aldo Gucci. I 1982 flyttede han tilbage til Italien, og i 1983 indledte han en juridisk krig mod Aldo om kontrol over Gucci efter sin fars død. I 1986 flygtede Gucci til Schweiz for at undgå retsforfølgelse, efter at Aldo havde anklaget ham for at forfalske sin fars underskrift. Dette var lavet for at undgå at betale arveafgift. Han blev oprindeligt kendt skyldig, men blev senere frifundet. Maurizio fik skylden for at have brugt ekstravagante beløb på virksomhedens to hovedkvarterer i Firenze og Milano. Han fortsatte dog med at sælge sine resterende aktier i Gucci fra 1993 for 170 millioner dollars til Investcorp, hvilket afsluttede Gucci-familiens tilknytning til virksomheden.

Den 27. marts 1995 blev han skudt og dræbt af en hyret lejemorder, mens han var på vej ind på sin arbejdsplads i Milano. Hans ekskone Patrizia Reggiani blev i 1998 dømt for at have planlagt drabet. Ifølge anklagere var Reggianis motiver en blanding af jalousi, penge og vrede over for hendes eksmand. De hævdede, at hun ønskede fuld kontrol over Gucci-godset og ville forhindre Maurizio i at gifte sig med sin nye forlovede, Paola Franchi. Hun afsonede 18 år i fængsel og blev løsladt i oktober 2016.